# Kolacja (film 1998)
Kolacja (wł. La cena) – francusko-włoski film komediowy z 1998 roku w reżyserii Ettorego Scoli, który także współtworzył scenariusz razem z Furio Scarpelli, Silvią Scola i Giacomo Scarpelli. Światowa premiera odbyła się 3 września 1998 roku. W rolach głównych wystąpili Fanny Ardant, Antonio Catania, Francesca d'Aloja oraz Riccardo Garrone.

## Fabuła
Głównymi bohaterami filmu są małżonkowie, Flora (Fanny Ardant) i Arturo (Corrado Olmi), którzy wspólnie prowadzą małą rzymską restaurację. Wśród stałych klientów znajduje się profesor filozofii (Giancarlo Giannini) ze swoją zakochaną w nim uczennicą, która ma nadzieję, że mężczyzna rozwiedzie się dla niej, samotnik Pezzullo (Vittorio Gassman), Lola, matka z córką, oraz para narzeczonych. W ciągu tego wieczoru wiele się wydarzy w życiu tych ludzi.

## Obsada
- Fanny Ardant jako Flora
- Antonio Catania jako Mago Adam
- Francesca d'Aloja jako Alessandra
- Riccardo Garrone jako Diomede
- Vittorio Gassman jako Maestro Pezzullo
- Giancarlo Giannini jako profesor
- Marie Gillain jako Allieva
- Nello Mascia jako Menghini
- Adalberto Maria Merli jako Bricco
- Stefania Sandrelli jako Isabella
- Lea Karen Gramsdorff jako Sabrina